# Municipio de Monroe (condado de Allen, Ohio)
El municipio de Monroe (en inglés: Monroe Township) es un municipio ubicado en el condado de Allen en el estado estadounidense de Ohio. En el año 2010 tenía una población de 2226 habitantes y una densidad poblacional de 23,76 personas por km².

## Geografía
El municipio de Monroe se encuentra ubicado en las coordenadas 40°51′52″N 84°3′39″O / 40.86444, -84.06083. Según la Oficina del Censo de los Estados Unidos, el municipio tiene una superficie total de 93.68 km², de la cual 93,48 km² corresponden a tierra firme y (0,21 %) 0,2 km² es agua.

## Demografía
Según el censo de 2010, había 2226 personas residiendo en el municipio de Monroe. La densidad de población era de 23,76 hab./km². De los 2226 habitantes, el municipio de Monroe estaba compuesto por el 98,07 % blancos, el 0,4 % eran afroamericanos, el 0,04 % eran amerindios, el 0,22 % eran asiáticos, el 0,18 % eran de otras razas y el 1,08 % eran de una mezcla de razas. Del total de la población el 1,26 % eran hispanos o latinos de cualquier raza.